# Liechtenstein aux Jeux olympiques d'hiver de 1988
Le Liechtenstein participe aux Jeux olympiques d'hiver de 1988, qui ont lieu à Calgary au Canada. Ce pays, représenté par treize athlètes, prend part aux Jeux d'hiver pour la onzième fois de son histoire. Il remporte une médaille de bronze et se classe au seizième rang du tableau des médailles.

## Médaillé
| Médaille | Nom           | Sport     | Épreuve       |
| -------- | ------------- | --------- | ------------- |
| Bronze   | Paul Frommelt | Ski alpin | Slalom hommes |

## Résultats

### Luge

#### Homme
| Athlète    | Manche 1 | Manche 1 | Manche 2        | Manche 2        | Manche 3        | Manche 3        | Manche 4        | Manche 4        | Total           | Total           |
| Athlète    | Temps    | Rang     | Temps           | Rang            | Temps           | Rang            | Temps           | Rang            | Temps           | Rang            |
| ---------- | -------- | -------- | --------------- | --------------- | --------------- | --------------- | --------------- | --------------- | --------------- | --------------- |
| Peter Beck | 47 s 319 | 20       | N'a pas terminé | N'a pas terminé | N'a pas terminé | N'a pas terminé | N'a pas terminé | N'a pas terminé | N'a pas terminé | N'a pas terminé |

### Ski alpin

#### Hommes
| Athlète        | Épreuve      | Manche 1        | Manche 2        | Total           | Total                               |
| Athlète        | Épreuve      | Temps           | Temps           | Temps           | Rang                                |
| -------------- | ------------ | --------------- | --------------- | --------------- | ----------------------------------- |
| Robert Büchel  | Descente     |                 |                 | 2 min 08 s 66   | 39                                  |
| Gregor Hoop    | Descente     |                 |                 | 2 min 08 s 50   | 38                                  |
| Silvio Wille   | Descente     |                 |                 | 2 min 07 s 77   | 36                                  |
| Robert Büchel  | Super-G      |                 |                 | N'a pas terminé | N'a pas terminé                     |
| Silvio Wille   | Super-G      |                 |                 | 1 min 46 s 08   | 28                                  |
| Günther Marxer | Super-G      |                 |                 | 1 min 44 s 16   | 17                                  |
| Andreas Wenzel | Super-G      |                 |                 | 1 min 43 s 00   | 12                                  |
| Silvio Wille   | Slalom géant | 1 min 09 s 20   | 1 min 05 s 88   | 2 min 15 s 08   | 29                                  |
| Robert Büchel  | Slalom géant | 1 min 08 s 55   | N'a pas terminé | N'a pas terminé | N'a pas terminé                     |
| Günther Marxer | Slalom géant | 1 min 08 s 00   | 1 min 04 s 72   | 2 min 12 s 72   | 25                                  |
| Andreas Wenzel | Slalom géant | 1 min 05 s 65   | 1 min 03 s 38   | 2 min 09 s 03   | 6                                   |
| Silvio Wille   | Slalom       | Disqualifié     | Disqualifié     | Disqualifié     | Disqualifié                         |
| Gerald Näscher | Slalom       | N'a pas terminé | N'a pas terminé | N'a pas terminé | N'a pas terminé                     |
| Gregor Hoop    | Slalom       | N'a pas terminé | N'a pas terminé | N'a pas terminé | N'a pas terminé                     |
| Paul Frommelt  | Slalom       | 51 s 69         | 48 s 15         | 1 min 39 s 84   | Médaille de bronze, Jeux olympiques |

#### Combiné hommes
| Athlète       | Descente      | Slalom      | Slalom      | Total       | Total       |
| Athlète       | Temps         | Temps 1     | Temps 2     | Points      | Rang        |
| ------------- | ------------- | ----------- | ----------- | ----------- | ----------- |
| Silvio Wille  | 2 min 21 s 71 | Disqualifié | Disqualifié | Disqualifié | Disqualifié |
| Paul Frommelt | 1 min 56 s 82 | 43 s 33     | 43 s 20     | 122,12      | 16          |
| Robert Büchel | 1 min 53 s 96 | 49 s 96     | 45 s 42     | 136,70      | 20          |
| Gregor Hoop   | 1 min 53 s 21 | 45 s 95     | 44 s 68     | 114,62      | 14          |

#### Femmes
| Athlète         | Épreuve      | Manche 1        | Manche 2        | Total           | Total           |
| Athlète         | Épreuve      | Temps           | Temps           | Temps           | Rang            |
| --------------- | ------------ | --------------- | --------------- | --------------- | --------------- |
| Jacqueline Vogt | Descente     |                 |                 | N'a pas terminé | N'a pas terminé |
| Jolanda Kindle  | Descente     |                 |                 | 1 min 32 s 88   | 26              |
| Jacqueline Vogt | Super-G      |                 |                 | N'a pas terminé | N'a pas terminé |
| Jolanda Kindle  | Slalom géant | N'a pas terminé | N'a pas terminé | N'a pas terminé | N'a pas terminé |
| Jacqueline Vogt | Slalom géant | 1 min 03 s 95   | 1 min 10 s 69   | 2 min 14 s 64   | 21              |
| Jacqueline Vogt | Slalom       | 53 s 94         | N'a pas terminé | N'a pas terminé | N'a pas terminé |
| Jolanda Kindle  | Slalom       | 52 s 56         | Disqualifiée    | Disqualifiée    | Disqualifiée    |

#### Combiné femmes
| Athlète         | Descente      | Slalom  | Slalom  | Total  | Total |
| Athlète         | Temps         | Temps 1 | Temps 2 | Points | Rang  |
| --------------- | ------------- | ------- | ------- | ------ | ----- |
| Jolanda Kindle  | 1 min 21 s 23 | 41 s 82 | 43 s 60 | 112,72 | 16    |
| Jacqueline Vogt | 1 min 20 s 81 | 43 s 17 | 45 s 14 | 130,22 | 18    |

### Ski de fond
| Épreuve      | Athlète           | Course            | Course          |
| Épreuve      | Athlète           | Temps             | Rang            |
| ------------ | ----------------- | ----------------- | --------------- |
| 15 km hommes | Konstantin Ritter | N'a pas terminé   | N'a pas terminé |
| 15 km hommes | Patrick Hasler    | 47 min 07 s 3     | 51              |
| 15 km hommes | Benjamin Eberle   | 46 min 49 s 3     | 50              |
| 30 km hommes | Patrick Hasler    | 1 h 43 min 26 s 7 | 74              |
| 30 km hommes | Konstantin Ritter | 1 h 37 min 47 s 6 | 58              |
| 30 km hommes | Benjamin Eberle   | 1 h 34 min 53 s 8 | 47              |